# Resolution 2352 des UN-Sicherheitsrates
Mit Resolution 2352 vom 15. Mai 2017 beschloss der UN-Sicherheitsrat einstimmig, das Mandat der UN-Friedensmission namens UNISFA in der Abyei-Region (Grenzgebiet zwischen Sudan und Südsudan) bis zum 15. November 2017 zu verlängern.

## Text(Auszug)
Der Sicherheitsrat
1. beschließt, das in Ziffer 2 der Resolution 1990 (2011) festgelegte und mit Resolution 2024 (2011) und Ziffer 1 der Resolution 2075 (2012) geänderte Mandat der Interims-Sicherheitstruppe der Vereinten Nationen für Abyei (UNISFA) bis zum 15. November 2017 zu verlängern, beschließt ferner, tätig werdend nach Kapitel VII der Charta der Vereinten Nationen, die in Ziffer 3 der Resolution 1990 (2011) festgelegten Aufgaben der UNISFA bis zum 15. November 2017 zu verlängern, und stellt fest, dass für die Zwecke der Ziffer 1 der Resolution 2024 (2011) die Unterstützung für die operativen Tätigkeiten des Gemeinsamen Mechanismus zur Verifikation und Überwachung der Grenze auch Unterstützung für die Ad-hoc-Komitees, nach Bedarf und auf einvernehmlich beschlossenen Antrag dieser Mechanismen, innerhalb des Einsatzgebiets und im Rahmen der Möglichkeiten der UNISFA umfasst;
2. unterstreicht, dass die weitere Zusammenarbeit zwischen der Regierung Su-dans und der Regierung Südsudans auch für den Frieden, die Sicherheit und die Stabilität und für ihre künftigen Beziehungen von grundlegender Bedeutung ist;
3. verlangt ferner erneut, dass Sudan und Südsudan im Einklang mit ihren Verpflichtungen aus dem Abkommen vom 20. Juni 2011 dringend mit der Einrichtung der Verwaltung und des Rates des Gebiets Abyei beginnen, namentlich indem sie die festgefahrene Situation in Bezug auf die Zusammensetzung des Rates überwinden, und den Polizeidienst von Abyei bilden und ihn in die Lage versetzen, die Polizeiaufgaben im gesamten Gebiet Abyei zu übernehmen, einschließlich des Schutzes der Ölinfrastruktur;
4. fordert die Regierungen Sudans und Südsudans nachdrücklich auf, die direkten Verhandlungen wiederaufzunehmen, um sich dringend auf eine abschließende Regelung der Abyei-Frage zu einigen, fordert die Parteien auf, konkrete vertrauensbildende Maß-nahmen zu ergreifen, um mit erneuter Unterstützung der Hochrangigen Umsetzungsgruppe der Afrikanischen Union zur Erreichung dieses Ziels beizutragen, legt der Hochrangigen Umsetzungsgruppe und dem Sondergesandten des Generalsekretärs nahe, die Anstrengungen mit dem Ziel, die vollständige Durchführung der Abkommen von 2011 zu fordern, auch weiterhin zu koordinieren, und ersucht den Generalsekretär bis 15. August 2017 um eine Unterrichtung über die diesbezüglichen Fortschritte;
5. bedauert, dass noch kein Treffen des Gemeinsamen Aufsichtskomitees für Abyei stattgefunden hat, und fordert nachdrücklich die Durchführung der bisherigen Beschlüsse des Aufsichtskomitees und des Abkommens vom 20. Juni 2011, verweist auf die Notwendigkeit von Initiativen der Afrikanischen Union zur Unterstützung dieses Ziels und ermutigt sie zu erneutem Engagement und ersucht den Generalsekretär, in seinen regelmäßigen Berichten eine Bewertung der in diesen Fragen erzielten Fortschritte vorzulegen;
6. bekundet seine erneute Besorgnis angesichts der Verzögerungen und stagnierenden Anstrengungen bei der vollständigen Operationalisierung des Gemeinsamen Mechanismus zur Verifikation und Überwachung der Grenze, verweist auf die Kriterien und Empfehlungen des Generalsekretärs bezüglich der Tätigkeiten des Mechanismus, nimmt zur Kenntnis, dass weitere Investitionen in die Herstellung der vollen Einsatzfähigkeit des Mechanismus von einer Reihe von Bedingungen abhängig gemacht werden sollen, darunter die Beilegung der Streitigkeit über die sichere entmilitarisierte Grenzzone, und fordert die Regierung Sudans und die Regierung Südsudans auf, den Gemeinsamen Mechanismus zur Verifikation und Überwachung der Grenze, den Gemeinsamen Mechanismus für politische und Sicherheitsfragen und andere vereinbarte gemeinsame Mechanismen rasch und wirksam zu nutzen, um die Sicherheit und Transparenz der sicheren entmilitarisierten Grenzzone, einschließlich des „14 Meilen“-Gebiets, zu gewährleisten;
7. fordert beide Parteien auf, ihren Verpflichtungen aus dem Abkommen vom 30. Juli 2011 über die Unterstützungsmission für die Grenzüberwachung nachzukommen, darunter auch die Wiederaufnahme der Gespräche über die Grenzmarkierung, die Abhaltung regelmäßiger Treffen des Gemeinsamen Mechanismus für politische und Sicherheitsfragen und die Gewährung der vollen Bewegungsfreiheit, und fordert beide Parteien auf, ihre volle Entschlossenheit zur Umsetzung ihrer Grenzregelungen zu zeigen und die dafür notwendigen Schritte zu unternehmen, einschließlich durch Folgemaßnahmen zu dem Treffen vom 5. Juni 2016 und die rasche Abhaltung eines weiteren Treffens des Gemein-samen Mechanismus für politische und Sicherheitsfragen, um die operativen Entscheidungen im Zusammenhang mit ihrer Einigung über die sichere entmilitarisierte Grenzzone zu treffen;
8. beschließt, dass dies die letztmalige Verlängerung des gemäß Resolution 2024 (2011) geänderten Mandats ist, sofern nicht beide Parteien durch ihr Vorgehen ein klares Bekenntnis zur Durchführung des Gemeinsamen Mechanismus zur Verifikation und Überwachung der Grenze und entsprechende zuverlässige Garantien unter Beweis stellen, im Einklang mit den in Ziffer 7 genannten Maßnahmen, und ersucht den Generalsekretär, bis zum 15. Oktober 2017 darüber Bericht zu erstatten, ob der Mechanismus seine volle Einsatzfähigkeit erreicht hat;
9. beschließt, die genehmigte Truppenstärke auf 4.791 Soldaten zu verringern, und ersucht den Generalsekretär, den Rat im Rahmen seines regulären Berichtszyklus umfassend über den Stand der Entsendung unterrichtet zu halten;
10. fordert nachdrücklich erneute Anstrengungen, die Mittellinie der sicheren entmilitarisierten Grenzzone am Boden eindeutig festzulegen, und erklärt erneut, dass die Mittellinie der sicheren entmilitarisierten Grenzzone dem derzeitigen oder künftigen Rechtsstatus der Grenze, den laufenden Verhandlungen über die umstrittenen und beanspruchten Gebiete und der Markierung der Grenzen in keiner Weise vorgreift;
11. unterstreicht, dass das in Ziffer 3 der Resolution 1990 (2011) festgelegte Mandat der UNISFA zum Schutz von Zivilpersonen auch die Ergreifung der notwendigen Maßnahmen umfasst, um Zivilpersonen zu schützen, die unmittelbar von körperlicher Ge-walt bedroht sind, gleichviel von wem diese Gewalt ausgeht, und würdigt die diesbezüglichen Anstrengungen der UNISFA;
12. verurteilt die zeitweilige Präsenz von Sicherheitsdienstpersonal Südsudans und die Verlegung von Einheiten der Ölpolizei von Diffra in das Gebiet Abyei unter Verstoß gegen das Abkommen vom 20. Juni 2011 sowie jeden Zutritt bewaffneter Milizen in das Gebiet, verlangt erneut, dass die Regierung Südsudans sofort und ohne Vorbedingungen ihr Sicherheitsdienstpersonal vollständig aus dem Gebiet Abyei abzieht und die Regierung Sudans die Ölpolizei von Diffra aus dem Gebiet Abyei abzieht, und erklärt ferner erneut im Einklang mit den einschlägigen Resolutionen, insbesondere den Resolutionen 1990 (2011) und 2046 (2012), dass das Gebiet Abyei entmilitarisiert ist und dass dies für alle Kräfte wie auch für bewaffnete Elemente der lokalen Gemeinschaften gilt, ausgenommen die UNISFA und den Polizeidienst von Abyei;
13. unterstützt die Beschlüsse des Gemeinsamen Aufsichtskomitees für Abyei vom 3. Mai 2013 und vom 30. März 2015 über den Status von Abyei als waffenfreie Zone, unterstreicht die vom Friedens- und Sicherheitsrat der Afrikanischen Union in seinem Kom-muniqué vom 7. Mai 2013 geäußerte Besorgnis über Berichte, denen zufolge mehrere in Abyei lebende Gemeinschaften schwer bewaffnet sind, erinnert daran, dass das Abkom-men vom 20. Juni 2011 über vorläufige Regelungen für die Verwaltung und Sicherheit des Gebiets Abyei vorsieht, dass Abyei eine waffenfreie Zone sein soll, in der nur die UNISFA befugt ist, Waffen zu tragen, und fordert die beiden Regierungen in dieser Hinsicht nachdrücklich auf, alle notwendigen Schritte zu unternehmen, um sicherzustellen, dass Abyei tatsächlich entmilitarisiert ist, erforderlichenfalls auch durch Entwaffnungsprogramme;
14. bekräftigt, dass die UNISFA im Gebiet Abyei Waffen einziehen und vernich-ten darf, entsprechend der Ermächtigung nach Resolution 1990 (2011), im Einklang mit ihrem Mandat und im Rahmen ihrer Möglichkeiten, in Abstimmung mit den Unterzeich-nern des Abkommens vom Juni 2011 über vorläufige Regelungen für die Verwaltung und Sicherheit des Gebiets Abyei, dem Gemeinsamen Aufsichtskomitee für Abyei und den Volksgruppen der Misseriya und der Ngok Dinka und im Einklang mit dem früheren Beschluss des Aufsichtskomitees, das Gebiet zur „waffenfreien Zone“ zu bestimmen, und er-sucht die UNISFA erneut, die Bewegungen von Waffen nach Abyei und das Vorhanden-sein, die Vernichtung und die Einziehung von Waffen in Abyei zu beobachten und zu dokumentieren sowie im Rahmen des regulären Berichtszyklus des Generalsekretärs darüber Bericht zu erstatten;
15. ersucht die UNISFA, ihren Dialog mit dem Gemeinsamen Aufsichtskomitee für Abyei und den Volksgruppen der Misseriya und der Ngok Dinka über wirksame Strategien und Aufsichtsmechanismen weiterzuführen, um sicherzustellen, dass alle maßgeblichen Parteien den Status von Abyei als waffenfreie Zone uneingeschränkt achten, wobei der umgehenden Beseitigung von schweren oder mannschaftsbedienten Waffen sowie von Panzerfäusten besondere Priorität zukommt, und fordert die Regierungen Sudans und Südsudans, das Aufsichtskomitee und die Volksgruppen der Misseriya und der Ngok Din-ka auf, diesbezüglich mit der UNISFA uneingeschränkt zusammenzuarbeiten;
16. fordert die beiden Regierungen nachdrücklich auf, sofort Schritte zur Durch-führung vertrauensbildender Maßnahmen zwischen den jeweiligen Volksgruppen im Ge-biet Abyei zu unternehmen, namentlich durch Aussöhnungsprozesse an der Basis und durch Unterstützung der laufenden Anstrengungen nichtstaatlicher Organisationen im Be-reich der Friedenskonsolidierung und durch die volle Unterstützung der Anstrengungen der UNISFA zur Förderung des Dialogs zwischen den Volksgruppen, und dabei die Beteiligung der Frauen in allen Phasen zu gewährleisten, begrüßt mit Nachdruck den anhalten-den Kontakt zwischen den Volksgruppen der Ngok Dinka und der Misseriya und fordert alle Volksgruppen in Abyei mit allem Nachdruck auf, bei allen ihren Interaktionen äußerste Zurückhaltung zu üben und hetzerische Handlungen oder Erklärungen, die zu gewaltsamen Zusammenstößen führen können, zu unterlassen;
17. unterstreicht, dass die Mitwirkung der Frauen auf allen Ebenen des Dialogs zwischen den Volksgruppen für die Gewährleistung eines glaubwürdigen und legitimen Prozesses unverzichtbar ist, und fordert alle Parteien auf, die volle und gleichberechtigte Teilhabe der Frauen zu fördern;
18. begrüßt die positiven Entwicklungen auf lokaler Ebene zwischen den Volks-gruppen der Ngok Dinka und der Misseriya, insbesondere ihre zur Kenntnis genommene Entschlossenheit zur Aussöhnung und zur Zusammenarbeit, wie die Wiederaufnahme von Handelsaktivitäten und Überwachung gestohlenen Eigentums und Nutzviehs und namentlich die umgehende Rückgabe gestohlenen Eigentums oder die Leistung von Schadenersatz an Verbrechensopfer zeigen;
19. begrüßt die Initiativen der UNISFA zur Unterstützung des Dialogs zwischen den Volksgruppen sowie der Bemühungen seitens der Volksgruppen der Misseriya und der Ngok Dinka, die Beziehungen zwischen den Volksgruppen zu stärken und die Stabilität und die Aussöhnung im Gebiet Abyei zu fördern, einschließlich der Erleichterung von Treffen der beiden Volksgruppen im gemeinsamen Friedenskomitee und der Wiedereröffnung eines gemeinsamen Marktes;
20. begrüßt die laufenden Bemühungen der UNISFA, im Rahmen der vorhandenen Möglichkeiten und Ressourcen und in enger Abstimmung mit den Volksgruppen der Misseriya und der Ngok Dinka die Kapazitäten der lokalen Schutzkomitees zu stärken, um bei der Steuerung der Prozesse der öffentlichen Ordnung in Abyei behilflich zu sein, und auch weiterhin mit beiden Regierungen in dieser Frage zusammenzuarbeiten;
21. fordert alle Parteien auf, in Bezug auf die Feststellungen und Empfehlungen, die aus den Ermittlungen des Gemeinsamen Ermittlungs- und Untersuchungsausschusses für das Gebiet Abyei im Zusammenhang mit der Tötung eines Friedenssoldaten der UNISFA und des Oberhaupts der Ngok Dinka hervorgegangen sind, uneingeschränkt zu kooperieren, begrüßt die Presseerklärung des Friedens- und Sicherheitsrats der Afrikanischen Union vom 24. März 2015, in der die Kommission der Afrikanischen Union ersucht wird, in Bezug auf die Feststellungen und Empfehlungen mit den Parteien zu interagieren, und erklärt erneut, dass die beiden Volksgruppen in die Lage versetzt werden müssen, den Fall der Ermordung des Oberhaupts der Ngok Dinka zum Abschluss zu bringen, eingedenk der Notwendigkeit, im Gebiet Abyei Stabilität und Aussöhnung zu fördern;
22. bekundet seine Absicht, das Mandat der UNISFA auch weiterhin nach Bedarf im Hinblick auf eine mögliche Umgliederung der Truppe zu überprüfen, je nachdem, in-wieweit Sudan und Südsudan den in Resolution 2046 (2012) getroffenen Beschlüssen und ihren in den Abkommen vom 20. Juni, 29. Juni und 30. Juli 2011 und vom 27. September 2012 aufgeführten Verpflichtungen nachkommen, namentlich alle Kräfte aus der sicheren entmilitarisierten Grenzzone abzuziehen, den Gemeinsamen Mechanismus zur Verifikation und Überwachung der Grenze sowie die Ad-hoc-Komitees zur vollen operativen Einsatzfähigkeit zu führen und die vollständige Entmilitarisierung des Gebiets Abyei abzuschließen;
23. fordert alle Mitgliedstaaten, insbesondere Sudan und Südsudan, auf, sicherzustellen, dass das gesamte Personal sowie die Ausrüstung, Verpflegung, Versorgungs- und sonstigen Güter, einschließlich Fahrzeugen, Luftfahrzeugen und Ersatzteilen, die für den ausschließlichen und offiziellen Gebrauch der UNISFA bestimmt sind, frei, ungehindert und rasch aus und nach Abyei sowie innerhalb der gesamten sicheren entmilitarisierten Grenzzone verbracht werden können;
24. fordert die Regierungen Sudans und Südsudans erneut auf, den Vereinten Nationen uneingeschränkte Unterstützung zu gewähren, namentlich indem sie Militär-, Polizei- und Zivilpersonal der Vereinten Nationen, einschließlich humanitären Personals, unbeschadet ihrer Staatsangehörigkeit umgehend Visa für die Einreise nach Sudan und Südsudan ausstellen, Stationierungsregelungen, den Bau von Infrastruktur im Missionsgebiet und Fluggenehmigungen erleichtern und logistische Unterstützung bereitstellen, fordert die Regierungen Sudans und Südsudans auf, Reisen aus Sudan und Südsudan nach Abyei und aus Abyei zu erleichtern, und fordert ferner alle Parteien auf, ihren Verpflichtungen aus den Abkommen über die Rechtsstellung der Truppen uneingeschränkt nachzukommen;
25. ist sich der nachteiligen Auswirkungen bewusst, von denen die Bevölkerung von Abyei betroffen ist, weil es keine Entwicklungsprojekte gibt und keine öffentliche Grundversorgung erbracht werden kann, und fordert die Regierung Sudans und die Regierung Südsudans sowie die Geber auf, den Wiederaufbau und den Kapazitätsaufbau zu unterstützen;
26. verlangt, dass die Regierung Sudans und die Regierung Südsudans den Einsatz des Dienstes der Vereinten Nationen für Antiminenprogramme zur Sicherstellung der Bewegungsfreiheit des Gemeinsamen Mechanismus zur Verifikation und Überwachung der Grenze sowie die Erfassung und Räumung von Minen im Gebiet Abyei und in der sicheren entmilitarisierten Grenzzone auch weiterhin erleichtern;
27. verlangt ferner, dass alle beteiligten Parteien im Einklang mit dem Völker-recht, einschließlich des anwendbaren humanitären Völkerrechts, und den Leitgrundsätzen der Vereinten Nationen für die humanitäre Hilfe allen Mitarbeitern von humanitären Organisationen den vollen, sicheren und ungehinderten Zugang zu hilfebedürftigen Zivilpersonen und allen für ihre Tätigkeit notwendigen Einrichtungen gestatten;
28. fordert alle Parteien mit großem Nachdruck auf, alle Formen der Gewalt, Menschenrechtsverletzungen und -übergriffe, Verstöße gegen das humanitäre Völkerrecht und Rechtsverletzungen und Übergriffe gegen Kinder unter Verstoß gegen das anwendbare Völkerrecht einzustellen;
29. fordert die UNISFA nachdrücklich auf, die Entsendung eines Frauen- und Kinderschutzberaters rasch voranzutreiben;
30. ersucht den Generalsekretär, für eine wirksame Überwachung der Einhaltung der Menschenrechte und die Aufnahme der Ergebnisse in seine Berichte an den Rat zu sorgen, und fordert die Regierung Sudans und die Regierung Südsudans erneut auf, zu die-sem Zweck uneingeschränkt mit dem Generalsekretär zusammenzuarbeiten, auch indem sie Visa für das betreffende Personal der Vereinten Nationen ausstellen;
31. erinnert an seine Resolution 2272 (2016) und ersucht ferner den Generalsekretär, die erforderlichen Maßnahmen zu ergreifen, um sicherzustellen, dass die UNISFA die Nulltoleranzpolitik der Vereinten Nationen gegenüber sexueller Ausbeutung und sexuellem Missbrauch uneingeschränkt beachtet, und den Rat im Rahmen seiner regelmäßigen landesspezifischen Berichte über die diesbezüglichen Fortschritte der UNISFA voll unter-richtet zu halten, einschließlich im Hinblick auf die Durchführung der Resolution 2272 (2016);
32. ersucht den Generalsekretär, den Rat in zwei schriftlichen Berichten spätestens am 31. Juli 2017 und am 15. Oktober 2017 auch weiterhin über die Fortschritte bei der Durchführung des Mandats der UNISFA zu unterrichten und ihm auch weiterhin schwere Verstöße gegen die genannten Abkommen sofort zur Kenntnis zu bringen;
33. nimmt Kenntnis von den Anstrengungen des Generalsekretärs, eine enge Zusammenarbeit zwischen den Missionen der Vereinten Nationen in der Region, namentlich der UNISFA, der Mission der Vereinten Nationen in der Republik Südsudan und dem Hybriden Einsatz der Afrikanischen Union und der Vereinten Nationen in Darfur, sowie seinem Sondergesandten für Sudan und Südsudan zu gewährleisten, und ersucht ihn, diese Praxis fortzusetzen;
34. beschließt, mit der Angelegenheit aktiv befasst zu bleiben.